# Традиційна китайська медицина

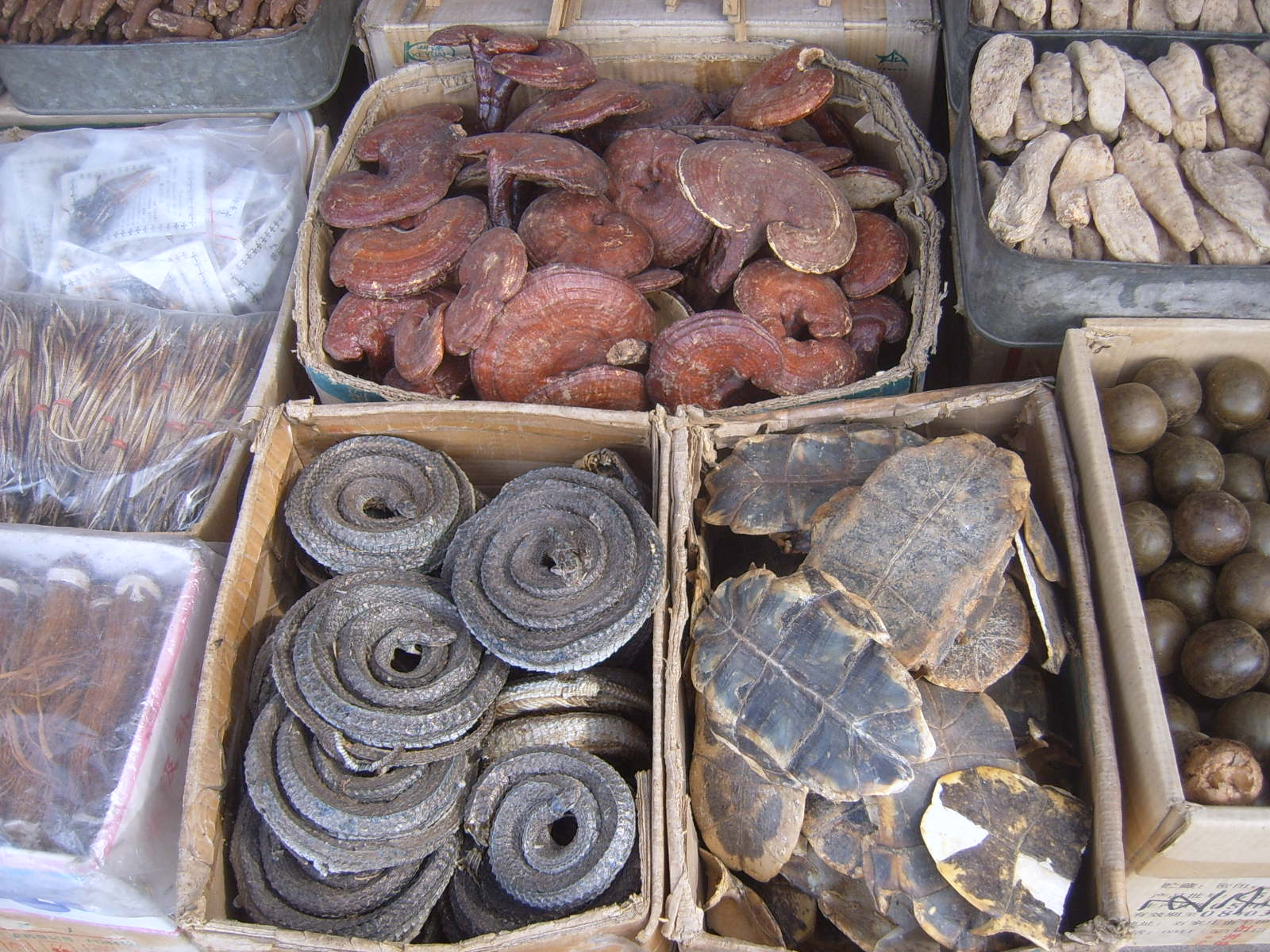
На ринку фармацевтичних інгредієнтів у Сіані

Традиційна китайська медицина (ТКМ, англ. Traditional Chinese Medicine, TCM) — альтернативна медична практика, що зародилися в Стародавньому Китаї. Значна частина її тверджень є псевдонауковими, а більшість методів лікування не мають надійних доказів ефективності або логічного механізму дії. 
Медицина в традиційному Китаї охоплювала цілу низку подекуди суперечливих лікувальних практик, народні вірування, конфуціанську філософію, гербологію, дієти, фізичні вправи, медичні спеціалізації та філософські школи:10–17. ТКМ у тому вигляді, в якому вона існує сьогодні, описують як винахід переважно XX ст.. На початку XX ст. китайські культурні та політичні модернізатори працювали над усуненням традиційних практик як відсталих і ненаукових. Тоді традиційні практики відібрали елементи філософії та практики й організували їх у те, що вони назвали «китайською медициною»:97–120. У 1950-х роках китайський уряд прагнув відродити традиційну медицину (в тому числі легалізувати раніше заборонені практики) і спонсорував інтеграцію ТКМ і західної медицини:30–36, а під час Культурної революції 1960-х років пропагував ТКМ як недорогу і доступну медицину. Заснування сучасної ТКМ значною мірою було ініційовано Мао Цзедуном, попри те, що, згідно з мемуаром його лікаря, він не вірив у її ефективність. Після відкриття відносин між Китаєм та США після 1972 року, на Заході виник великий інтерес до традиційної китайської медицини:138–141.
В Китаї розглядається як частина науки про «виховання життя» («ян шен сюе» — кит.: 養生 學). Вважається, що ТКМ базується на таких текстах, як «Хуан-ді Нейцзін» («Внутрішня настанова Жовтого Імператора») та «Compendium of Materia Medica», енциклопедичній праці XVI століття, і включає різні форми гербології, акупунктуру, баночну терапію, гуа-ша, масаж (туй-на), костоправство (діе-да), фізичні вправи (ціґун) та дієтотерапію. ТКМ широко використовується в китайському світі.
Один з основних принципів полягає в тому, що ці тіла циркулює по каналах, які називаються меридіанами, що мають відгалуження, пов'язані з органами та функціями організму. Концепції традіційної китайської медицини розглядаються доказовою медициною як псевдонаукові. Немає жодних доказів існування цих меридіанів або життєвої енергії ці. Концепції тіла і хвороби, що використовуються в ТКМ, є відображенням її давнього походження й акценту на метафізичному, а не на матеріальній природі, подібно до гуморальної теорії Стародавньої Греції та Риму.
Попит на традиційні ліки в Китаї є основним джерелом нелегальної контрабанди диких тварин, що супроводжується відловом та вбивством тварин, які перебувають під загрозою зникнення. Китайська влада намагається боротися з незаконним бракон'єрством диких тварин, пов'язаним з ТКМ.

## Основні положення
Китайська медицина і китайська філософія з моменту свого виникнення формувалися одночасно і нерозривно; в досить повній мірі це формування відбулося вже в середині першого тисячоліття до нашої ери. До цього часу узагальнюючими концептуальними творами стали:
- І Цзин («Книга перемін»)
- Дао Де Цзін («Трактат про Дао і Де», автор Лао Цзи)
- Шень-нун Бень Цао Цзін[en] («Травник Шень-нуна»)[17][18][19]
- Хуан Ді Нейцзін («Трактат про внутрішнє Жовтого Імператора Хуан-ді»)
- Наньцзін («Трактат Важкі питання»)
- Бень цао ган му[en] («Великий травник» або «Велика фармакопея») Лі Шичженя[20][21]

Значення цих творів виключно важливо для китайської філософії навіть більшою мірою, ніж для китайської медицини, оскільки вважається, що в період царювання імператора Цінь Ши Хуан-ді (259—210 до н. е.) всі книги з філософії були за його наказом знищені, крім трактатів з медичної спрямованості.
Традиційна китайська медицина розглядає людину як частину природи та органічно ціле, центральне місце в якому займають «щільні» і «порожнисті» органи, а внутрішні комунікації забезпечується системою меридіанів.
Всі явища навколишнього світу, включаючи людину і природу, інтерпретуються китайською медициною як взаємодія між двома началами їнь і ян, що являють собою протилежні аспекти єдиної дійсності. Виникнення і розвиток хвороби розглядаються китайською медициною як результат боротьби між захисними силами організму і порушеннями, що спричиняють хворобу, як прояв неврівноваженості між їнь і ян або як результат внутрішніх причин, що діють всередині людського організму.
У середині XX століття власті Китаю доклали зусиль до того, щоб в теоріях і практиках традиційної китайської медицини об'єднати підходи західної та східної медицини.

### Дев'ять законів медицини
«Від Неба і Землі походить вся безліч предметів; і від початку до завершення ними керують Дев'ять законів.»— Нейцзін
У трактаті «Про внутрішнє» (нейцзін) виділено дев'ять основних категорій, або законів медицини. Ці закони зіставлені частинам тіла людини:
|     | Категорія | Відповідність в тілі людини                                   |
| --- | --------- | ------------------------------------------------------------- |
| 1-й | Небо      | Шкіра                                                         |
| 2-й | Земля     | Плоть                                                         |
| 3-й | Людина    | Кров і пульсуючі судини                                       |
| 4-й | Час       | Зв'язки                                                       |
| 5-й | Звук      | Слух                                                          |
| 6-й | Ритм      | Їнь-Ян                                                        |
| 7-й | Зірки     | Зуби, обличчя, очі                                            |
| 8-й | Вітер     | Енергія ці                                                    |
| 9-й | Простір   | Дев'ять отворів організму і триста шістдесят п'ять його судин |

#### Небо, земля, людина
Перші три закони — Небо, Земля і Людина — символізують весь комплекс взаємовідносин, які тільки можуть виникнути між Космосом, непроявленою Природою та об'єднуючої її серединою, яку представляє людина. Філософ Мен-цзі пояснює ці три закони з позиції внутрішньої свідомості людини:
«Той, хто до межі удосконалює свою внутрішню свідомість, той пізнає свою природу (тобто Землю); той, хто пізнає свою природу, той пізнає Небо.»
У трактаті Наньцзін («Важкі питання») закони Небо, Земля і Людина проявляються спеціальним органом «три обігрівачі» (сань-цзяо), де верхній обігрівач відповідає Небу, середній — Людині, а нижній — Землі.
В області дослідження пульсу на променевій артерії руки також виділяється три рівні, які відповідають Небу, Людині та Землі — верхній, середній і нижній.

#### Решта категорії
Час — категорія, на основі якої розуміються добові та сезонні зміни активності найважливіших органів і циркуляція ці і крові по організму. У трактаті Наньцзін говориться, що «за цілу добу, поки з водних годин клепсидри виллється сто крапель води, живляча чиста енергія інь-ці та захисна каламутна енергія вей-ці здійснять двадцять п'ять переходів в області ян тіла і двадцять п'ять переходів в області їнь тіла, що становить цілий оборот енергії». Також виводиться залежність між порою року і характером пульсу людини.
Звук — за допомогою звуку або вібрацією певної частоти може бути виражений стан будь-якого явища. Коли древній філософ брався до дослідження предмета, він звертав всю увагу не на інтелектуальну його оцінку, але на трансцендентальне інтуїтивне сприйняття стану його «енергетичної вібрації». У Наньцзін говориться: «Той, хто слухає і пізнає, іменується досконало мудрим … (він) вслухається у звуки й після цього приступає до лікування хворого. Той, хто пізнає внутрішню сутність предметів, має мудрість, що перевершує все мислиме.». Це можна розуміти так: з'ясування біоенергетичного стану пацієнта вже дозволяє визначати хворобу і вибирати методи лікування.
Ритм — з концепції їнь-ян випливає концепція п'яти першоелементів (у-сін), які складають основу всіх речей і явищ. П'ять щільних органів (чжан) розділені по п'яти першоелементам. В емоційній сфері людини п'яти першоелементам відповідають п'ять емоцій, а в духовній сфері — п'ять духів. Виділяються також п'ять кольорів, п'ять звуків, п'ять сезонних шкідливих біокліматичних впливів на людину, п'ять видів рідин організму тощо. Серед ритмічних характеристик, яким підпорядкована людське життя, виділяється дихання, ритм пульсу, зміну дня і ночі, сезони року і річні цикли, відповідно до яких змінюється активність функціональних систем організму.
Зірки — цьому закону підпорядковується людське життя. Мається на увазі вплив фаз Місяця, руху планет, положення Сонця і зірок в зодіакальних знаках на здоров'я і долю людини.
Вітер — цим законом визначається вплив вітрів на самопочуття, а також стан усього енергетичного потенціалу людини, що позначається поняттям життєві сили ці.
Простір — цим законом визначається вплив хвороби, присутньої на тому чи іншому плані нашого багатовимірного світу, на загальний хід перебігу патологічних процесів в організмі. Лікар повинен враховувати «тонкі» компоненти захворювання, наприклад, ті, які визначаються екстрасенсорно (Згідно з сучасним трактуванням). Древні філософи були знайомі з концепцією багатовимірності світобудови. Так, наприклад, деякі види життєвої сили ці, що рухається по каналам всередині тіла, представлені на більш «тонких» просторових мірностях.

### Їнь-ян
Вчення про їнь і ян становить світоглядну основу традиційної китайської медицини. Всі явища навколишнього світу, включаючи людину і природу, інтерпретуються китайською медициною як взаємодія між двома началами їнь і ян, що являють собою різні аспекти єдиної дійсності.

## Методи діагностики
В області діагностики хвороб китайська медицина використовує:
- Чотири методи дослідження
- Вісім керівних принципів
- Синдроми щільних і порожнистих органів, шести каналів
- Синдроми трьох обігрівачів

## Методи лікування
При лікуванні захворювань найбільшу увагу китайська медицина приділяє профілактиці їх виникнення. В цьому відношенні в цей час, як і тисячоліття тому, знаходить застосування принцип «лікувати пацієнта перш ніж виникне хвороба». Основним правилом лікування є усунення причини захворювання. До терапевтичних правил відноситься також лікування пацієнта при строгому обліку його індивідуальної схильності, географічного положення і пори року.

## Традиційна китайська і західна медицина
Для традиційної китайської медицини характерні уявлення про меридіани, які виступають як канали руху життєвої енергії ці. Ці уявлення досі базуються на метафізичних принципах, характерних для донаукової медицини. Меридіани та відповідні їм точки розглядаються сучасною наукою як вигадані сутності.
Сучасні західні наукові уявлення про людську анатомію також виникли на підставі метафізичних уявлень донаукової медицини, таких як «рідини» (гумори), «м'язи» тощо. У процесі становлення наукової медицини були встановлені відповідності між цими метафізичними принципами та результатами емпіричних спостережень, що призвело до формування сучасних анатомічних знань. Так, метафізичні уявлення про рідини (гумори) трансформувалися в сучасні знання про кровоносні і лімфатичні системи.
Традиційна китайська медицина будувалася на інших уявленнях. Так, ідея «м'язів» в ній була відсутня. При цьому існують спроби встановлення аналогій між метафізичними уявленнями про гуморальні циркуляції в західній традиції та рух ці в китайській.
Деякими дослідниками робилися помітні зусилля з встановлення відповідності між сучасними науковими уявленнями про людську анатомію, зокрема про серцево-судинні, нервові та лімфатичні системи, і меридіанами. Однак достовірних наукових доказів подібних відповідностей виявити не вдалося.

## Акупунктура і припікання

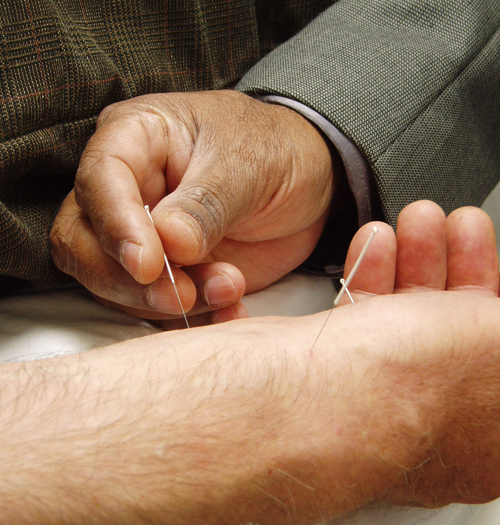
Голки встромляються в шкіру

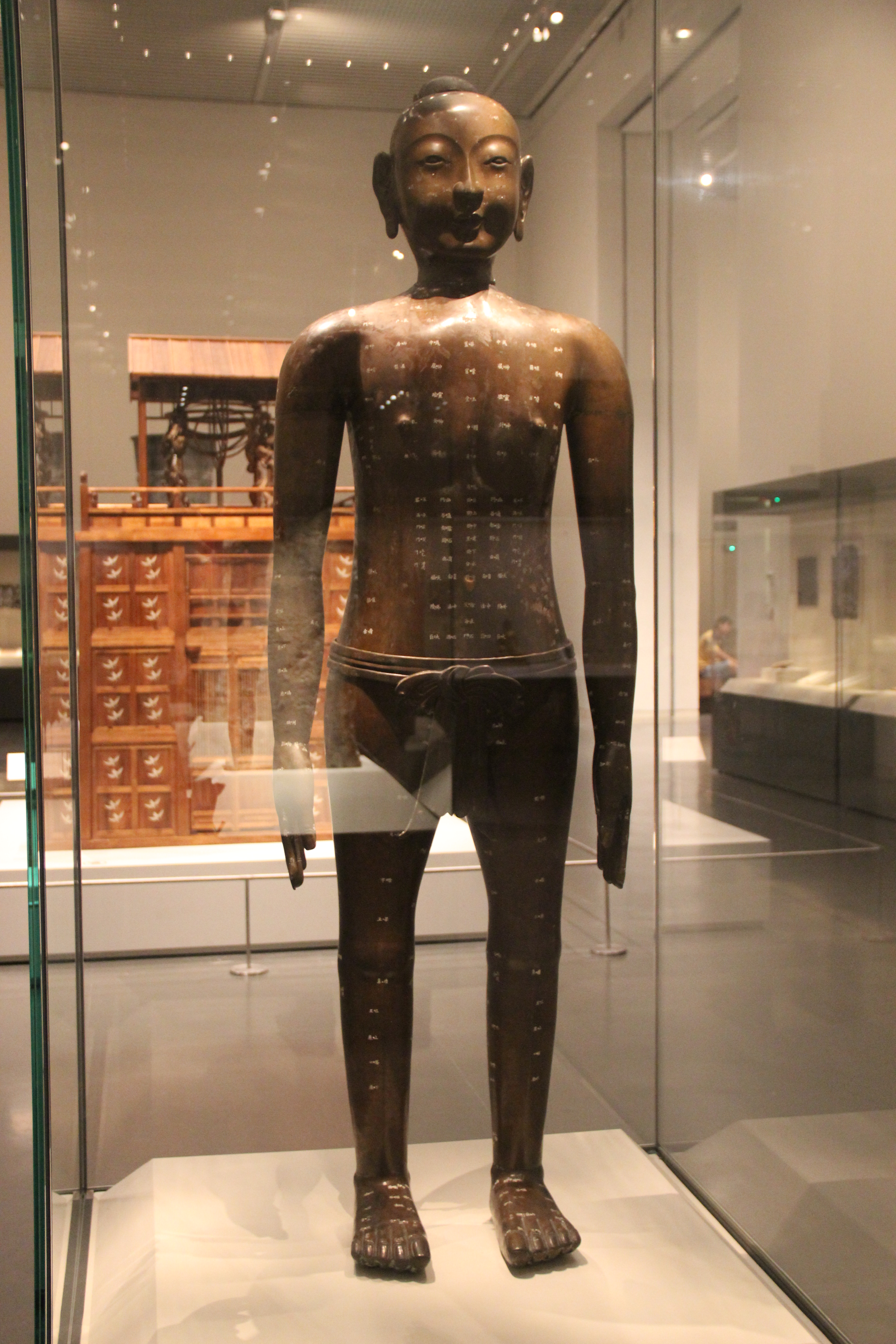
Бронзова акупунктурна статуя часів династії Мін, виставлена в музеї

Акупунктура — це введення голок у поверхневі структури тіла (шкіра, підшкірна клітковина, м'язи) — як правило, у точках акупунктури (точках акупунктури) — і подальші маніпуляції з ними; це має на меті вплинути на потік ці. Відповідно до ТКМ, він полегшує біль і лікує (і запобігає) різні захворювання. FDA США класифікує одноразові акупунктурні голки як медичні пристрої класу II відповідно до CFR 21.
Акупунктура часто супроводжується припіканням — китайськими ієрогліфами акупунктури (针灸; 針灸; zhēnjiǔ) буквально означає «голковколювання-припікання», що передбачає спалювання полину на шкірі або біля неї в точці акупунктури. За даними Американського онкологічного товариства, «наявні наукові дані не підтверджують твердження, що припікання є ефективним у профілактиці або лікуванні раку чи будь-якого іншого захворювання».
У електроакупунктурі електричний струм подається на голки після того, як вони вставлені, для подальшої стимуляції відповідних точок акупунктури.
Нещодавній історик китайської медицини зауважив, що «це дивовижна іронія, що спеціалізація акупунктури — мабуть, найбільш сумнівна частина їхньої медичної спадщини для більшості китайців на початку двадцятого століття — стала найбільш продаваним аспектом китайської медицини». Вона виявила, що акупунктура, якою ми її знаємо сьогодні, існувала лише шістдесят років. Крім того, тонка ниткоподібна голка, яку ми сьогодні вважаємо акупунктурною голкою, не використовувалася широко століття тому. Сучасна акупунктура була розроблена в 1930-х роках і введена в широку практику лише в 1960-х роках.

### Ефективність
У редакційній статті американського журналу «Anesthesia and Analgesia» за 2013 рік зазначено, що дослідження акупунктури дали суперечливі результати (тобто акупунктура полегшувала біль у деяких станах, але не мала ефекту в інших дуже схожих станах), що свідчить про наявність помилково позитивні результати. Це може бути спричинено такими факторами, як упереджений дизайн дослідження, погане засліплення та класифікація електрифікованих голок (тип TENS) як різновиду акупунктури. Неможливість знайти узгоджені результати, попри понад 3000 досліджень, продовжує редакція, говорить про те, що лікування виглядає як ефект плацебо, а наявні сумнівні позитивні результати — це тип шуму, якого можна очікувати побачити після проведення великої кількості досліджень інертної терапії. Редакційна стаття дійшла висновку, що найкращі контрольовані дослідження показали чітку закономірність, у якій результат не залежить від розташування голки чи навіть введення голки, і оскільки «ці змінні є тими, які визначають акупунктуру, єдиний розумний висновок полягає в тому, що акупунктура не працює».
За даними Національного інституту раку США NIH, огляд 17 922 пацієнтів показав, що справжня акупунктура полегшує біль у м'язах і суглобах, спричинений інгібіторами ароматази, набагато краще, ніж удавана акупунктура. Стосовно хворих на рак, в огляді висунуто гіпотезу про те, що акупунктура може викликати фізичні реакції в нервових клітинах, гіпофізі та мозку, вивільняючи білки, гормони та хімічні речовини, які, як припускають, впливають на артеріальний тиск, температуру тіла, імунну активність та вивільнення ендорфінів.
У метааналізі 2012 року було зроблено висновок, що механізми акупунктури «є клінічно значущими, але важлива частина цих загальних ефектів не пов'язана з проблемами, які більшість акупунктуристів вважають ключовими, такими як правильне розташування точок і глибина вколу … [але це] … пов'язане з більш потужними ефектами плацебо або контексту». Коментуючи цей метааналіз, Едзард Ернест і Девід Колхон сказали, що результати мали незначне клінічне значення.
Огляд Cochrane reviews за 2011 рік виявив докази того, що акупунктура ефективна для деяких, але не для всіх видів болю. У систематичному огляді 2010 року було виявлено докази того, що «акупунктура забезпечує короткостроковий клінічно значущий ефект у порівнянні з контролем у списку очікування або коли акупунктура додається до іншого втручання» при лікуванні хронічного болю в попереку. У двох оглядових статтях, які обговорюють ефективність акупунктури, за 2008 і 2009 роки, зроблено висновок про те, що недостатньо доказів, щоб зробити висновок про її ефективність за межами ефекту плацебо.
Акупунктура, як правило, безпечна, якщо проводити її за допомогою техніки чистої голки (ТЧГ). Хоча серйозні побічні ефекти рідкісні, акупунктура не позбавлена ризику. Повідомлялося про серйозні побічні ефекти, включаючи дуже рідко смерть (5 випадків).